# HMS Forte (1858)
La HMS Forte fue una fragata de hélice de la Royal Navy de propulsión mixta que operó como buque insignia en varias estaciones navales británicas en el Atlántico desde mediados del siglo XIX hasta 1872.

## Historia
La HMS Forte, tercera nave de ese nombre en la armada británica, fue botada el 29 de mayo de 1858 en los astilleros de Deptford.
Con casco de madera, tenía 64,6 m de eslora, 15,2 de manga, 3456 toneladas de desplazamiento y una tripulación de 515 hombres. Era un buque de propulsión mixta, contaba con aparejo de fragata y una máquina de vapor que impulsaba una hélice. Montaba 51 cañones.
Entre el 25 de enero de 1860 y junio de 1861, al mando del capitán Edward Winterton Turnour, fue destinada al Cabo de Buena Esperanza como buque insignia del contralmirante Henry Keppel.
El 30 de abril zarpó de Sheerness y el 22 de septiembre arribó a Table Bay. Tras recorrer las costas de Madebourg y Simon's Bay el 2 de enero de 1861 inició un nuevo recorrido por la costa suroccidental y la isla Ascensión.
En junio de 1861 Keppel transfirió su insignia al HMS Emerald y zarpó de regreso a Inglaterra. Entre esa fecha y noviembre de 1862, al mando del capitán Thomas Saumarez, operó como buque insignia del contralmirante Richard Laird Warren en la costa sudoriental de Sudamérica. Allí la detención de tres de sus oficiales fue uno de los principales detonantes de la llamada Cuestión Christie, grave conflicto que llevó a la ruptura de relaciones diplomáticas entre el Imperio de Brasil y Gran Bretaña.
Entre el 12 de noviembre de 1862 y el 8 de septiembre de 1864 permaneció con similar afectación pero al mando del capitán Arthur Mellersh, operando entre Río de Janeiro, el Río de la Plata y las islas Malvinas.
Iniciando su regreso a Gran Bretaña, el 12 de julio de 1864 arribó a Bahía, el 9 de agosto a Fayal, a Portsmouth el 28 para estacionarse finalmente en Sheerness.
Entre el 21 de agosto de 1868 y fines de 1869, al mando del capitán John Hobhouse Inglis Alexander, sirvió como buque insignia del comodoro Leopold George Heath en la estación naval de East Indies.
En septiembre de 1870 pasó al mando del capitán Arthur Mellersh, permaneciendo con similar afectación, esta vez bajo la bandera del contralmirante James Horsford Cockburn.
Realizó su última comisión para la Royal Navy en 1872, pasando a Chatham (Kent), donde sufrió modificaciones en 1879 para cumplir tareas de transporte y en 1894 pasó a servir como depósito de carbón. El 23 de noviembre de 1905 ardió mientras permanecía en puerto con 1800 toneladas de carbón a bordo y fue hundido por botes del buque escuela de torpedos HMS Acteon para evitar que el incendio se propagara.